# 조지 험버트

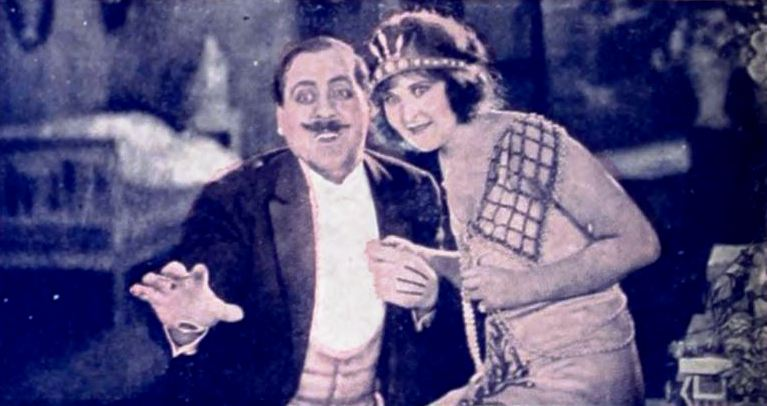

조지 험버트(George Humbert, 1880년 7월 29일 ~ 1963년 5월 8일)는 미국의 배우이다.
피렌체에서 태어났으며 로스앤젤레스에서 사망하였다.

## 영화
- 마이 프렌드 어머 고즈 웨스트 (1950년)
- 욜란다 앤 더 씨프 (1945년)
- 러브 레터 (1945년)
- 센세이션스 오브 1945 (1944년)
- 럭키 조단 (1942년)
- 아이 매리드 언 엔젤 (1942년)
- 타임 아웃 포 리듬 (1941년)
- 문 오버 마이아미 (1941년)
- 축제 (1941년)
- 뮤직 인 마이 하트 (1940년)
- 다운 아젠틴 웨이 (1940년)
- 포효하는 20년대 (1939년)
- 스윙 잇, 세일러! (1938년)
- 아이 양육 (1938년)
- 더 그레이트 오맬리 (1937년)
- 유 캔트 해브 에브리씽 (1937년)
- 로잘리 (1937년)
- 키드 갈라드 (1937년)
- 하이디 (1937년)
- 출입 금지 (1937년)
- 명랑한 사기 (1935년)
- 리틀 빅 샷 (1935년)
- 하이, 넬리! (1934년)
- 체인드 (1934년)
- 트웬티 밀리언 스윗하트 (1934년)
- 패션스 오브 1934 (1934년)
- 지옥의 시장 (1933년)
- 닥터 불 (1933년)